# Tschertkow-Bibliothek

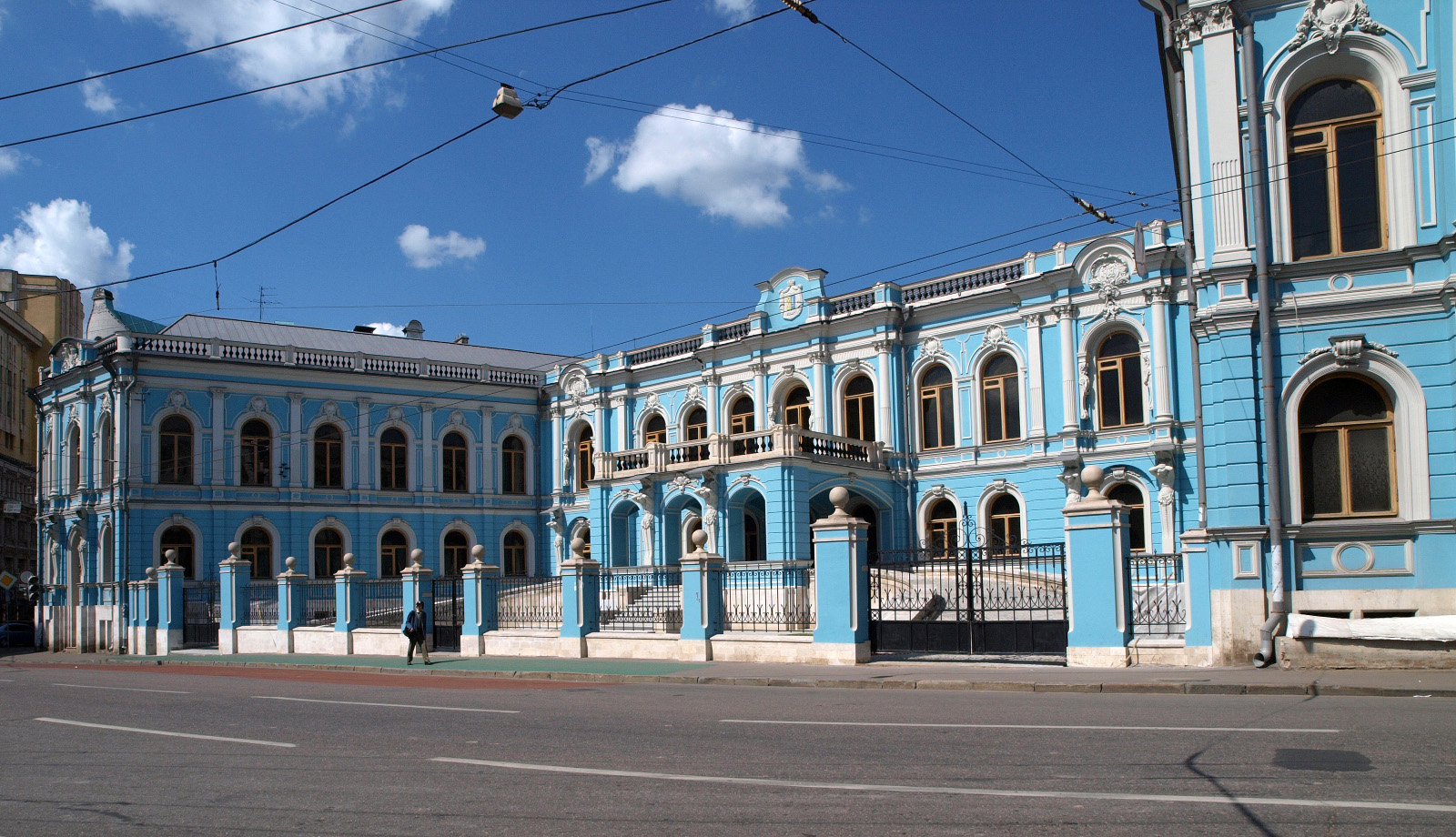
Tschertkows Anwesen, in dem sich die Bibliothek befand

Die Tschertkow-Bibliothek ist eine aus der Privatbibliothek von Alexander Dmitrijewitsch Tschertkow (1789–1858) entstandene Bibliothek, die seinerzeit die einzige öffentliche Bibliothek in Moskau war.

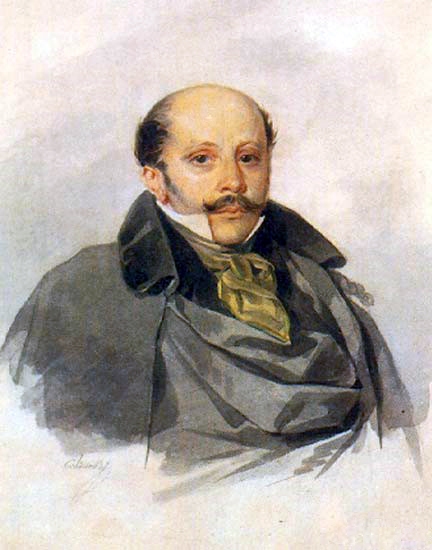
Der Gründer der Bibliothek, A. D. Tschertkow

Ursprünglich war es eine von ihrem Besitzer zusammengestellte private Sammlung von Büchern zur russischen Geschichte. Sie befand sich in einem eigens errichteten Anbau des Hauses der Tschertkows in der Mjasnizkaja-Straße 7. Im Jahr 1887 bildete die Sammlung den Grundstock des Bestandes des Kaiserlich Russischen Historischen Museums, später, in der Sowjetzeit, den Grundstock der Büchersammlung der Staatlichen Historischen Bibliothek.
Pjotr Iwanowitsch Bartenew war einer ihrer Direktoren.